# チャイティーヨー・パゴダ

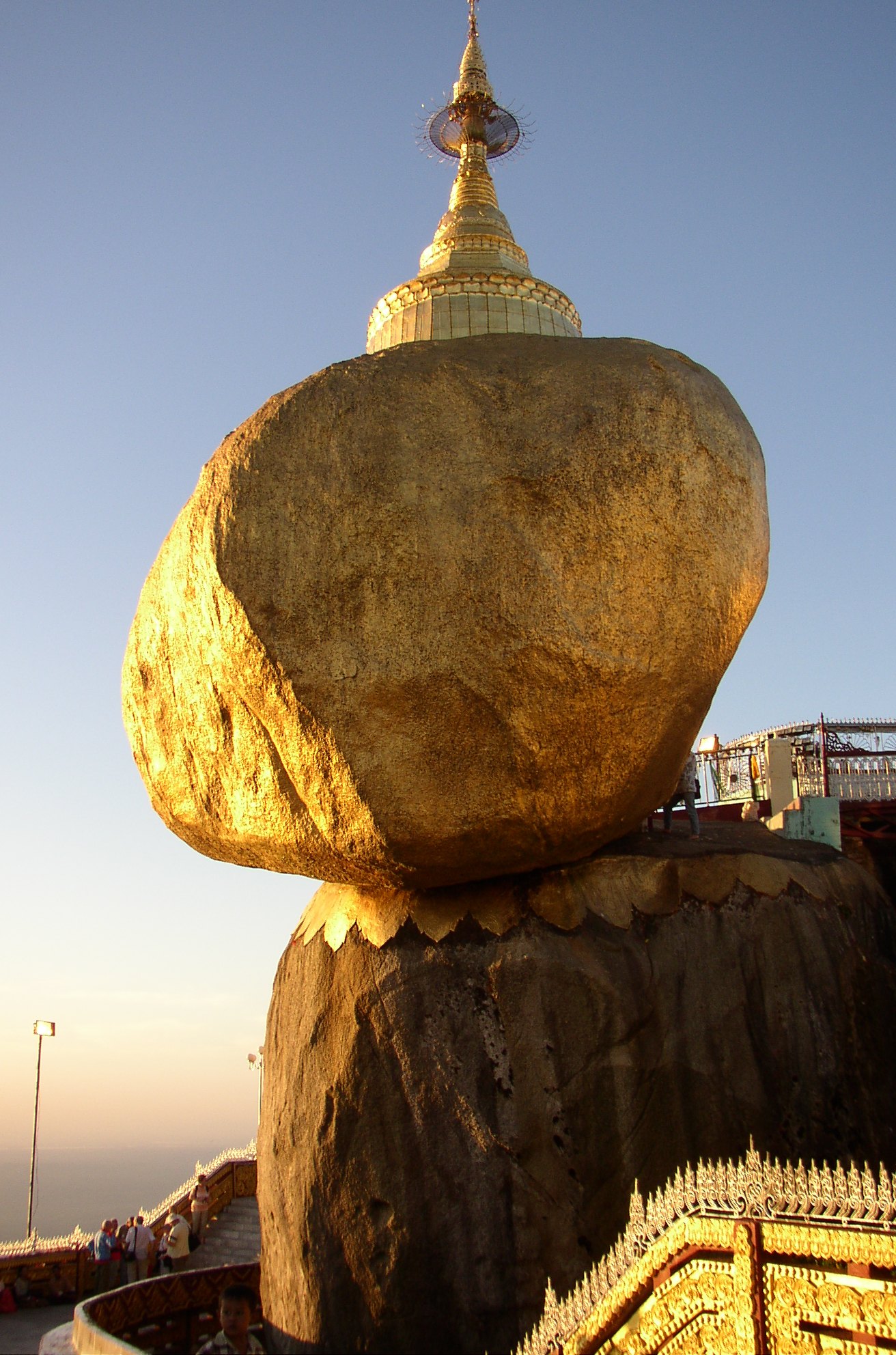
チャイティーヨー・パゴダ（ゴールデン・パゴダ）

チャイティーヨー・パゴダ (Kyaiktiyo Pagoda) またはチャイティーヨー・パヤー(ကျိုက်ထီးရိုးဘုရား)あるいはゴールデン・ロック (Golden Rock) は、ミャンマーのモン州にある仏塔（パゴダ）である。仏教徒の巡礼地として良く知られている。

## 概要
巡礼者の寄付によって貼り付けられた金箔に覆われた花崗岩の巨礫の頂上に、高さ7.3mの小さなパゴダが乗っている。伝説によると、不確かではあるが、ゴールデン・ロックは仏陀の遺髪の上に載せられたらしい。岩は、恒久的に、今まさに丘を転がり落ちそうな状態に見え、あたかも重力を否定しているかのようである。過去には、数度の地震にも耐え、現在も不思議なバランスで保たれている。チャイティーヨー山の頂上に、この岩とパゴダはある。ミャンマーではヤンゴンのシュエダゴン・パゴダ、マンダレーのマハムニダ・パゴダ (en:Mahamuni Buddha Temple)　に次ぎ、三番目に重要な巡礼地である。この「重力の否定」を一目見ることで、ゴールデン・ロックは、多くの人々に仏教へ帰依するためのインスピレーションを与えている。信仰上の理由から女性はゴールデン・ロックに触れることは許されず、男性のみが触れられる。

## 修復作業
岩の表面に貼られている金箔は、信者から寄進されたものであり、条件が許せば信者自ら直接貼ることもできる。直接、金箔を貼ることが難しい岩の裏側などは、数年に一度、竹の足場を組んで貼り直しが行われる。

## 脚注

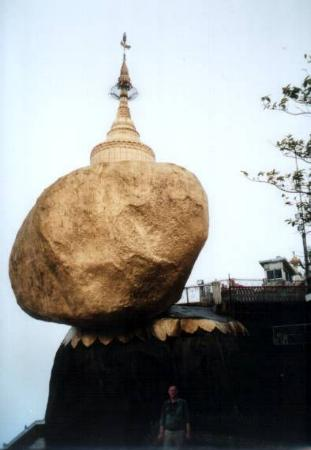
チャイティーヨー・パゴダ
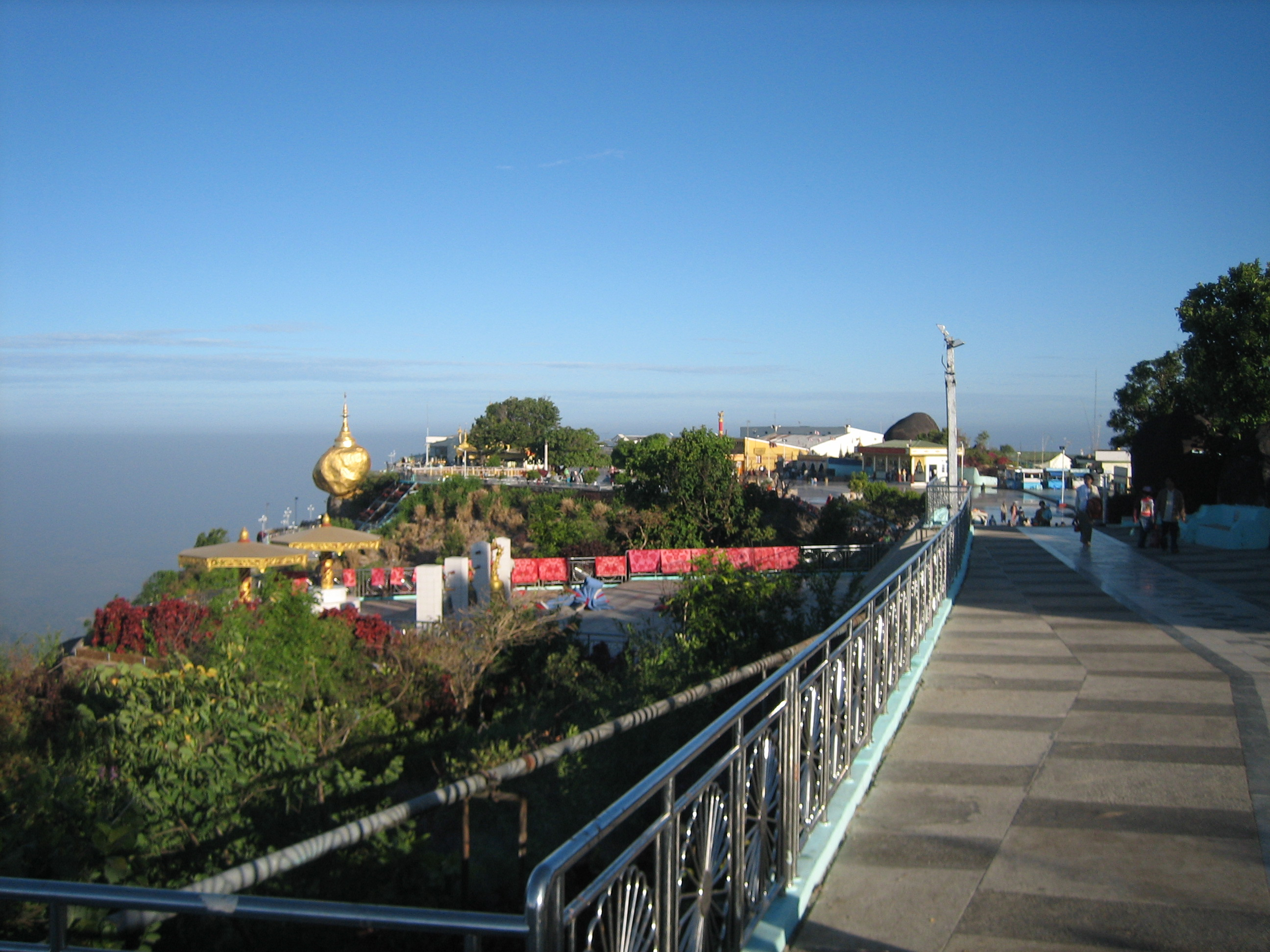
朝
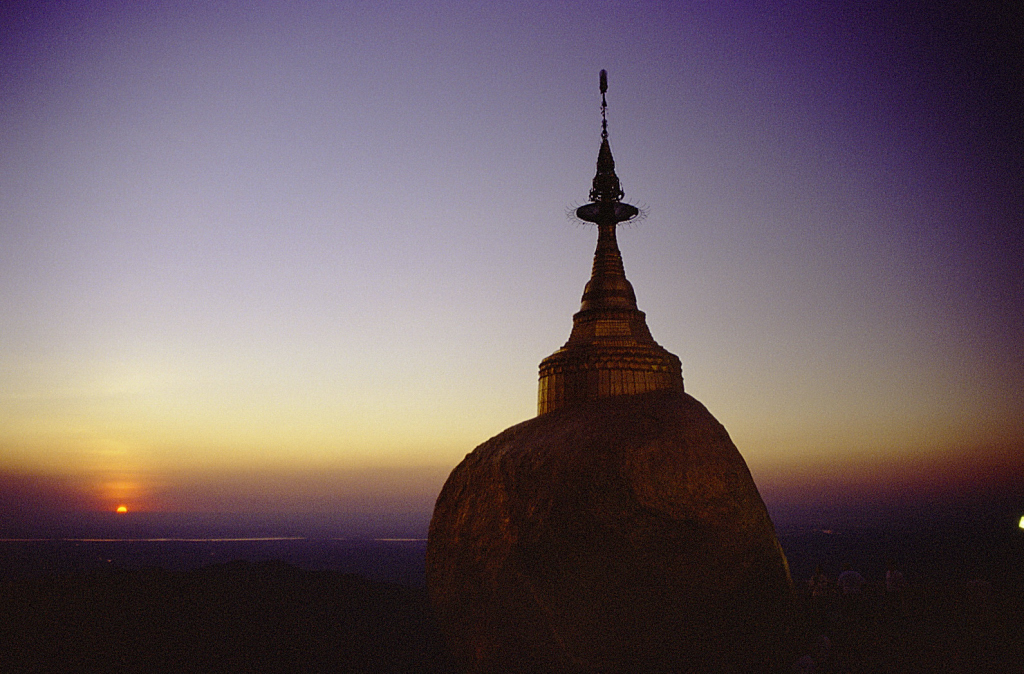
夕暮れ
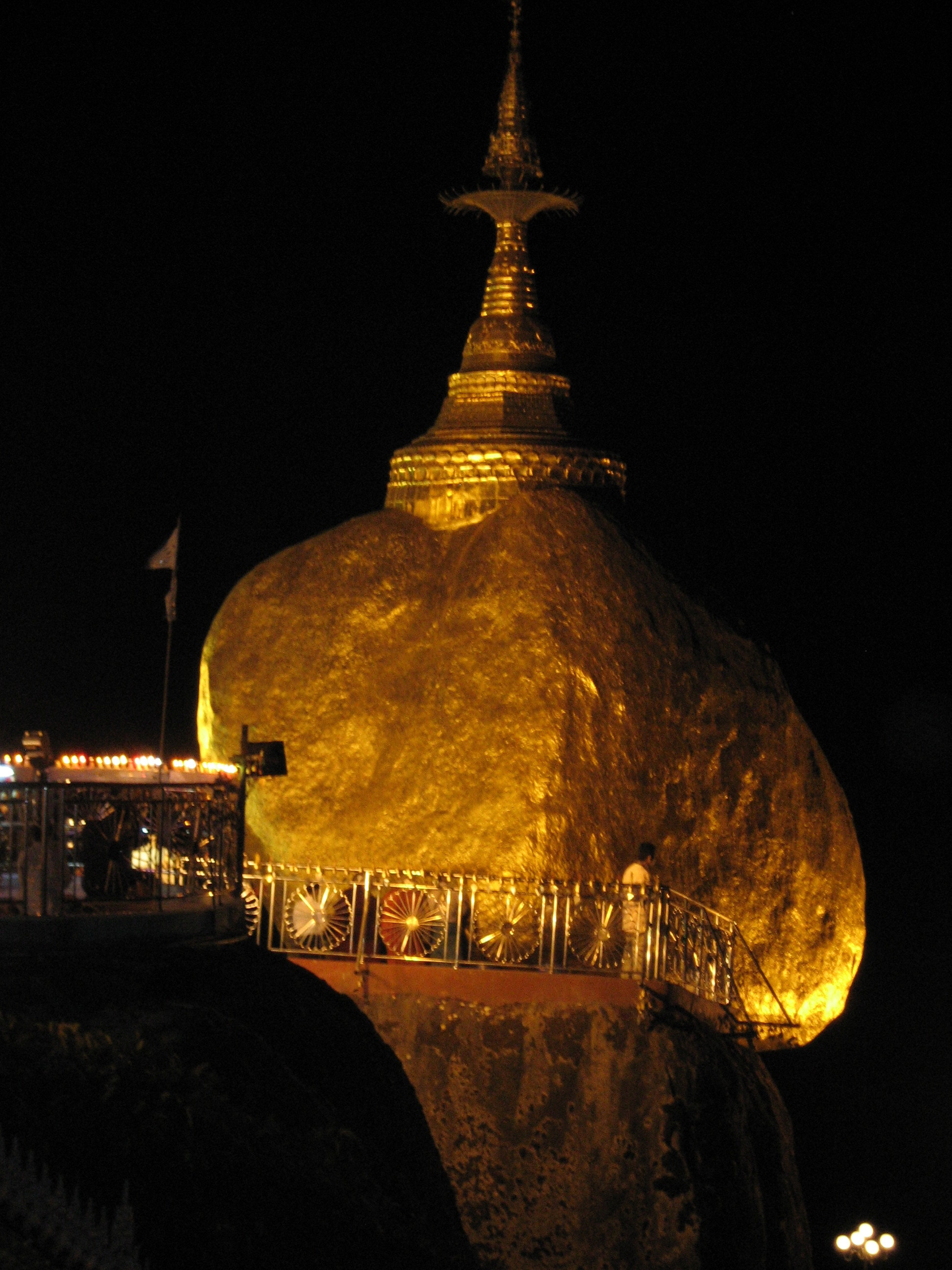
夜